# シモン・スロットビーク
シモン・スロットビーク（Simon Kaurin Slåttvik、1917年7月24日 - 2001年5月5日）は、ノルウェーのノルディック複合選手。

## プロフィール
1948年のホルメンコーレン大会で優勝。
1950年の世界選手権（アメリカ合衆国、ニューヨーク州レークプラシッド）で銅メダルを獲得し、続くホルメンコーレン大会で自身2度目の優勝を飾った。
1951年のホルメンコーレン大会で2年連続3回目の優勝を果たしホルメンコーレン・メダルを受賞。1952年、自国開催のオスロオリンピックで見事に優勝した。
1954年ノルディックスキー世界選手権（スウェーデン、ファルン）では5位入賞、またノルウェー選手権では通算14個のタイトルを獲得した。
また、スロットビークは100mジャンプを記録した最初のノルディック複合選手である。